# فریگ
فریگ (پارسی میانه: ĵōymard ī Rastagān) یا پریاک یکی از نجیب‌زادگان ساسانی در سده سوم میلادی در زمان حکومت شاپور یکم و ساتراپ وه اندیوک شاپور (گندی‌شاپور) بود.

## زندگی

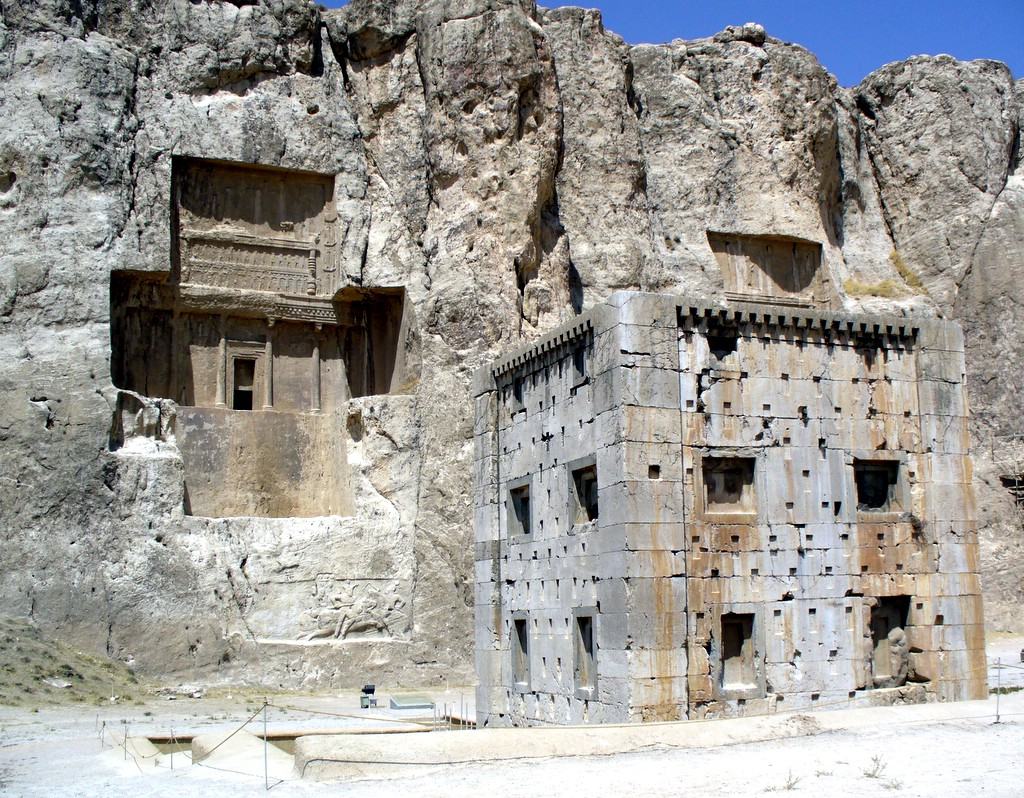
کعبه زرتشت، جایی که سنگ‌نوشته شاپور یکم حک شده‌است

از او در سنگ‌نوشته شاپور یکم بر کعبه زرتشت یاد شده‌است. او در این سنگ‌نوشته در میان ۶۷ نجیب‌زاده در رتبهٔ هجدهم قرار دارد و یکی از هفت ساتراپی است که به نام وی در این کتیبه اشاره شده‌است. اطلاعات دیگری از زندگی او در دست نیست.